# Asen Razcwetnikow
Asen Razcwetnikow, właśc. A. Kołarow (bułg. Асен Разцветников (А. Коларов); ur. 1897, zm.1951) – bułgarski poeta i tłumacz.
Sympatyzował z ruchem komunistycznym - wywodził się z kręgu poetów "wrześniowców", tworzących pod wrażeniem wydarzeń powstania wrześniowego z 1923. Tworzył rewolucyjne ballady zamieszczone w tomie Żertweni kładi i poematy Mor i Zatwor (wszystkie powstały w 1924), w których posługiwał się motywami biblijnymi i baśniowymi, wyrażając protest przeciw pogromowi uczestników powstania wrześniowego, elegijny żal nad zabitymi i kult ofiarnictwa. W późniejszym okresie pisał lirykę refleksyjną, pejzażową i miłosną, dając w niej wyraz samotności, rozpaczy i tęsknoty za życiem wiejskim - m.in. w poemacie Dwojnik (1927) i zbiorze Płaninski weczeri (1934). Przetłumaczył również m.in. Iliadę Homera, Hermana i Dorotę Goethego i Świętoszka Moliera.